# Allée Anne-de-Beaujeu
L'allée Anne-de-Beaujeu est une voie du 19e arrondissement de Paris, en France.

## Situation et accès
L'allée Anne-de-Beaujeu est une voie privée située dans le 19e arrondissement de Paris. Elle débute au 23, avenue Mathurin-Moreau et se termine au 12, passage des Fours-à-Chaux.

## Origine du nom
Elle tire son nom d'Anne de Beaujeu, qui dirigea la France pendant huit ans, de 1483 à 1491.

## Historique
Cette voie est créée et prend sa dénomination actuelle en 1977 dans le cadre de l'aménagement de l'îlot no 14.